# Rainer Hörgl
Rainer Hörgl (* 5. März 1957 in Neukirchen am Teisenberg im Landkreis Berchtesgadener Land) ist ein deutscher Fußballspieler und -trainer. Derzeit ist er als Jugendkoordinator bei Austria Salzburg tätig.

## Karriere

### Spieler
Der Mittelfeldspieler begann seine Karriere in der Jugend des TSV 1860 München. Nach einem Jahr im Profikader der Sechzger 1976/77, wo er aber nicht zum Einsatz kam, wechselte er zum TSV 1860 Rosenheim in die Bayernliga. Im Sommer 1978 wurde er vom österreichischen Erstligisten SV Austria Salzburg verpflichtet, 1980 wechselte er innerhalb Österreichs zur SSW Innsbruck, wo er mithalf, den Wiederaufstieg in die 1. Division zu realisieren. In der Saison 1981/82 folgte ein Engagement beim 1. FC Saarbrücken, seine Karriere ließ er in den Jahren 1982 bis 1985 beim bayerischen TSV Ampfing ausklingen.

### Trainer und Funktionär
Rainer Hörgl begann seine Laufbahn als Trainer 1987 beim TSV Neuötting. 1989 ging er zum 1. FC Traunstein, ehe er zwischen 1992 und 1996 als Jugendtrainer beim FC Bayern München tätig war.
In der Saison 1996/97 betreute Hörgl mit Ex-Bayern-Profi Wesley Schenk als Co-Trainer den SV Türk Gücü München. 1997 wurde er Co-Trainer des Grazer AK, wo er im Frühjahr 2000 als Nachfolger von Klaus Augenthaler auch sein erstes Engagement als Cheftrainer antrat. Für kurze Zeit trainierte er danach den Wacker Burghausen.
Von 2000 bis 2002 war er Trainer von Schwarz-Weiß Bregenz und anschließend den 1. FC Schweinfurt 05. Seit dem 27. September 2004 war er Trainer des FC Augsburg, mit dem er 2006 in die 2. Bundesliga aufstieg. Sein Vertrag dort lief bis zum 30. Juni 2008. Er gab jedoch am 25. September 2007 seinen Rücktritt nach einem 2:0-Sieg gegen den VfL Osnabrück bekannt. Hierfür waren persönliche Gründe verantwortlich.
Am 1. Juli 2009 übernahm er das Traineramt beim FC Rot-Weiß Erfurt. Nach der 0:3-Heimniederlage gegen den Thüringer Rivalen FC Carl Zeiss Jena, durch die der Verein in akute Abstiegsgefahr geriet, wurde Hörgl, der von einigen Rot-Weiß-Anhängern nach schwachen Vorstellungen der Mannschaft bei mehreren Spielen bereits verbal kritisiert worden war, am 25. März 2010 von seiner Trainertätigkeit entbunden.
Im März 2018 wurde er Sportmanager beim SB Chiemgau Traunstein, der in der Landesliga Bayern spielt.